# نيكولاي كوستر والداو
نيكولاي كوستر والداو (بالدنماركية: Nikolaj Coster-Waldau)‏ (ولد في 27 يوليو 1970) هو ممثل ومنتج وكاتب سيناريو دنماركي. معروف بدور جيمي لانستر في في مسلسل الفنتازيا صراع العروش. هو أيضاً شارك في أفلام ماما والنسيان والمرأة الأخرى.تخرج من المدرسة الوطنية الدنماركية للفنون المسرحية في كوبنهاغن عام 1993 وكان له دور كبير في الدنمارك مع فيلم Nightwatch (1994).

## الأعمال

### أفلام
- جودز أوف إيجبت
- المرأة الأخرى
- النسيان
- ماما
- مملكة السماء
- سقوط الصقر الأسود
- في مواجهة الجليد

### مسلسلات
- صراع العروش
- ساترداي نايت لايف

## وصلات خارجية
- نيكولاي كوستر والداو على موقع IMDb (الإنجليزية)
- نيكولاي كوستر والداو على موقع روتن توميتوز (الإنجليزية)
- نيكولاي كوستر والداو على موقع ألو سيني (الفرنسية)
- نيكولاي كوستر والداو على موقع تيرنر كلاسيك موفيز (الإنجليزية)
- نيكولاي كوستر والداو على موقع أول موفي (الإنجليزية)
- نيكولاي كوستر والداو على موقع قاعدة بيانات الأفلام السويدية (السويدية)
- نيكولاي كوستر والداو على موقع ديسكوغز (الإنجليزية)
- نيكولاي كوستر والداو على موقع قاعدة بيانات الفيلم (الإنجليزية)
- نيكولاي كوستر والداو على موقع كينوبويسك (الروسية)

- صفحة نيكولاج كوستير والدو في موقع الفيلم